# Theophilus Augustus Thompson
Pour les articles homonymes, voir Theophilus Thompson.
Théophile Auguste Thompson (né le 21 avril 1855 à Frederick au Maryland et mort le 8 octobre 1881,) est considéré comme le premier joueur d'échecs américain d'origine africaine célèbre aux États-Unis.
Ses parents étaient esclaves. En 1868, il travailla comme domestique  dans une maison du Comté de Carroll. En avril 1872, John K. Hanshew, l'éditeur de la revue Maryland Chess, lui offrit un échiquier et quelques problèmes d'échecs à résoudre,.
Il commença à jouer et progressivement sa renommée grandit au point qu'il participa à un certain nombre de tournois, mais en fin de compte sa renommée est due à son livre d'études d'échecs : Chess Problems: Either to Play and Mate qui fut publié en 1873 par Orestes Brownson Jr., rédacteur en chef du Dubuque Chess Journal.
Thompson semble avoir disparu aussi vite qu'il est apparu. On a dit qu'il aurait pu être victime d'un lynchage racial mais sa disparition reste un mystère.